# ケプリ
ケプリ（Khepri、Chepri）、またはケペラ（Khepera、Kheper、Khepra）は、エジプト神話における太陽神ラーの形態の1つであり、日の出を表している。

## 概要
男性の体にスカラベ（タマオシコガネ、フンコロガシ）の頭をもつ姿で表現される。これは、スカラベが丸めた獣糞を自分の前で転がしながら運ぶ姿が太陽の運行を象徴すると考えられたためである。また、その糞の玉からは、スカラベが生み付けた卵が孵って生命が出てくることからスカラベは、自分自身を創造する太陽神を象徴するものとされた。時には、糞玉のように太陽円盤を転がして進むスカラベそのものとしても表現された。
ラーは、夜の間に冥界を渡り、この姿で東の方向にヌトの腿の間から地上に姿を現すと考えられた。

## 関連
- スカラベ